# Top Music
Top Music – polska firma fonograficzna założona na początku lat 90. w  Krakowie.
Wydawała płyty polskich rockowych zespołów, m.in. Iry oraz Rezerwatu.

## Profil działalności
Jednym z pierwszych wydawnictw wytwórni była reedycja płyty zespołu Ira pt. Ira która została wydana w 1989 roku.

## Wydawnictwa
- Ira – 1992 – reedycja
- Mój dom – Ira – 1992
- Tylko ty – Kramer – 1992
- Mafia – Mafia – 1993
- 1993 rok – Ira – 1993
- Zaopiekuj się mną – Rezerwat – 1993
- Paryż (Moskwa) – Rezerwat – 1993
- Znamię – Ira – 1994